# Mecanismo de Desenvolvimento Limpo
O Mecanismo de Desenvolvimento Limpo (MDL) é um dos mecanismos de flexibilização criados pelo Protocolo de Kyoto para auxiliar o processo de redução de emissões de gases do efeito estufa (GEE) ou de captura de carbono (ou sequestro de carbono) por parte dos países do Anexo I.
O propósito do MDL é prestar assistência às Partes Não Anexo I da Convenção-Quadro das Nações Unidas sobre Mudança do Clima (CQNUMC, ou com a sigla em inglês UNFCCC) para que viabilizem o desenvolvimento sustentável através da implementação da respectiva atividade de projeto e contribuam para o objetivo final da Convenção e, por outro lado, prestar assistência às Partes Anexo I para que cumpram seus compromissos quantificados de limitação e redução de emissões de gases do efeito estufa.
Países em desenvolvimento podem implementar projetos que contribuam para a sustentabilidade e apresentem uma redução ou captura de emissões de gases causadores do efeito estufa, obtendo como resultado as Reduções Certificadas de Emissões (RCEs, ou na sigla em inglês, CERs). Os RCEs emitidos pelo Conselho Executivo do MDL, podem ser negociados no mercado global.
Como os países industrializados (Partes Anexo I) possuem cotas de redução de emissões de gases causadores do efeito estufa, estes podem adquirir os RCEs de desenvolvedores de projetos em países em desenvolvimento para auxiliar no cumprimento de suas metas.
O MDL visa ao alcance do desenvolvimento sustentável em países em desenvolvimento (país anfitrião), a partir da implantação de tecnologias mais limpas nestes países. Para os países do Anexo I, o mecanismo facilita que cumpram suas reduções de emissão.
Os projetos de MDL podem ser baseados em fontes renováveis e alternativas de energia, eficiência e conservação de energia ou reflorestamento. Existem regras claras e rígidas para aprovação de projetos no âmbito do MDL. Estes projetos devem utilizar metodologias aprovadas, devem ser validados e verificados por Entidades Operacionais Designadas (EODs), e devem ser aprovados e registrados pelo Conselho Executivo do MDL. Os projetos devem ser aprovados pelo governo do país anfitrião através da Autoridade Nacional Designada (AND), assim como pelo governo do país que comprará os CERs. No Brasil, a Comissão Interministerial de Mudança Global do Clima, estabelecida em 1999, atua como a AND Brasileira.
O primeiro projeto de MDL, aprovado pela ONU, no mundo, foi o do aterro sanitário Nova Gerar, no Rio de Janeiro, Brasil, que utiliza tecnologias bem precisas de engenharia sanitária.
O aterro sanitário Bandeirantes do bairro Perus, na zona norte da capital do estado de São Paulo, realizou o primeiro leilão de RCEs através de bolsa de valores no mundo, cuja empresa vencedora foi a Fortis Bank NV/SA, da Holanda.

## Categorias de projetos MDL
O Conselho Executivo (CE) do MDL numerou os seguintes setores onde projetos MDL podem ser desenvolvidos. O CE-MDL baseou-se no Anexo A do Protocolo de Quioto para elaboração da mesma.
Uma atividade de projeto MDL pode estar relacionada a mais de um setor.
- Setor 1. Geração de energia (renovável e não-renovável)
- Setor 2. Distribuição de energia
- Setor 3. Demanda de energia (projetos de eficiência e conservação de energia)
- Setor 4. Indústrias de produção
- Setor 5. Indústrias químicas
- Setor 6. Construção
- Setor 7. Transporte
- Setor 8. Mineração e produção de minerais
- Setor 9. Produção de metais
- Setor 10. Emissões de gases fugitivos de combustíveis
- Setor 11. Emissões de gases fugitivos na produção e consumo de halocarbonos e hexafluorido de enxofre
- Setor 12. Uso de solventes
- Setor 13. Gestão e tratamento de resíduos
- Setor 14. Reflorestamento e florestamento
- Setor 15. Agricultura

## Etapas dos projetos MDL
- Concepção do projeto (preparo da Nota de Ideia do Projeto)
- Preparo do documento de concepção do projeto (DCP)
- Validação
- Obtenção da aprovação do país anfitrião
- Registro
- Implementação do projeto
- Monitoramento
- Verificação e certificação
- Emissão dos RCEs (créditos de carbono)

## Países pertencentes ao Anexo I do Protocolo de Kyoto
As partes Anexo I são os países que tem metas em relação ao Protocolo de Quioto. São divididos em dois subgrupos: (1) aqueles países que necessitam diminuir suas emissões e portanto podem tornar-se compradores de créditos provenientes do MDL, como a Alemanha, Japão, Países Baixos;  e, (2) os países que estão em transição econômica e por isso podem ser anfitriões de projetos do tipo Implementação conjunta (que é outro mecanismo de flexibilização do Protocolo de Quioto), como a Ucrânia, Rússia, Romênia, etc.
Veja a lista de Partes Anexo I na Lista dos países membros do Protocolo de Quioto.

## Tipos de projetos
- Captura de gás em aterro sanitário
- Tratamento de dejetos suínos e reaproveitamento de biogás
- Troca de combustível
- Geração de energia por fontes renováveis (biomassa, energia eólica, pequenas e médias hidroelétricas, energia solar)
- Compostagem de resíduos sólidos urbanos
- Geração de metano a partir de resíduos orgânicos (biogasificação)
- Pirólise de resíduos
- Florestamento e reflorestamento em áreas degradadas

Nota: Proteção de áreas de florestas ou desmatamento evitado não são projetos MDL e portanto não podem requerer RCEs.